# 272 км (зупинний пункт, Південна залізниця)
Зупинний пункт 272 км — зупинна платформа Полтавської дирекції, Південної залізниці. Розташована між станціями Рублівка та Мазурівка на неелектрифікованій лінії Кременчук — Ромодан.
Знаходиться біля селищ Мирне та Коржівка.

## Пасажирське сполучення
Тут зупиняються приміські дизель-поїзди на Ромодан, Хорол та Кременчук.
Зупиняється рейковий автобус на Семенівку та Кременчук.